# Phil Cohran
Kelan Phil Cohran (Oxford, 8 maggio 1927 – Chicago, 28 giugno 2017) è stato un trombettista e polistrumentista statunitense jazz.
È conosciuto soprattutto per aver suonato nella Sun Ra Arkestra a Chicago nel periodo 1959-1961.

## Biografia
Cohran è cresciuto a St. Louis (Missouri), dove suonava la tromba nelle bande guidate da Jay McShann nei primi anni cinquanta. Successivamente si unì a una banda della marina statunitense.
È entrato nella Sun Ra Arkestra grazie a John Gilmore nel 1959. I suoi contributi possono essere ascoltati in album come Fate In a Pleasant Mood e Angels and Demons at Play. In quel periodo si avvicina anche alle cetre e ad altri strumenti a corda della tradizione musicale africana.
Quando l'Arkestra da Chicago si trasferì a Montréal, nel 1961, Cohran non volle seguirla. Nel 1965 ha partecipato alla formazione della AACM. Formò poi l'Artistic Heritage Ensemble con Pete Cosey. Cohran in quel periodo suonava arpa, percussioni, sassofono baritono, cornetta e altri ottoni come il corno francese.
È l'inventore di uno strumento che ha chiamato Frankiphone, detto anche Space Harp, che si può ascoltare in alcuni album di Sun Ra: assomiglia alla m'bira e alla kalimba, ma è uno strumento elettrico. Il disco On the Beach documenta il lavoro dell'Ensemble durante quei primi anni, nonché le caratteristiche del Frankiphone.
Nel 1993, a pochi mesi dalla morte di Sun Ra, con la formazione denominata Phil Cohran and Legacy registra African Skies, album che verrà pubblicato soltanto nel 2010.
Cohran ha costituito, insieme ai suoi figli, otto dei nove membri della Hypnotic Brass Ensemble, una formazione di ottoni composta da quattro trombe, due tromboni, un eufonio, un sousafono e una batteria.
È morto il 28 giugno 2017 a Chicago all'età di 90 anni.

## Discografia
- 1968 - On the Beach
- 1968 - Spanish Suite Katalyst / Tizona
- 1968 - Armageddon (Concepito nel 1958, scritto nel 1963 ed eseguito nel 1968) Katalyst / Tizona
- 1968 - The Malcolm X Memorial
- 2007 - Single
- 2010 - African Skies (Registrato nel 1993 a nome Phil Cohran and Legacy) Captcha Records